# Fondi Calcio
La Associazione Sportiva Dilettantistica Fondi Calcio es un club de fútbol de Italia, con sede en Fondi, en el Lacio. Fue fundado en 1922 y refundado en 2018. Compite en la Prima Categoria Lazio, séptima categoría del fútbol italiano.

## Historia
El 15 de agosto de 1922 nació la Unione Sportiva Fondana. En la temporada 1952/53, el club adoptó el nombre Unione Sportiva Fondana. Al término de la temporada 2009/10, al ganar el Grupo G de la Serie D, ascendió a la Lega Pro Seconda Divisione, alcanzando por primera vez en su historia el fútbol profesional. Sin embargo, después de tres temporadas seguidas, bajaron otra vez a la Serie D. En el 2016, gracias a un repechaje, subieron a la Lega Pro, la tercera división italiana. Esa misma temporada ganaron la Copa Italia Serie D.
El 13 de noviembre de 2014, el conjunto fue adquirido por la Universidad Nicolás de Cusa de Roma, de donde el nombre Unicusano Fondi Calcio. El 21 de junio de 2017 la Universidad Nicolás de Cusa adquirió la Ternana Calcio de la Serie B y vendió el Fondi a Antonio Pezone, ya propietario del Racing Roma, así que el club asumió la denominación de Football Club Racing Fondi Calcio.
Jugó su última temporada en la Serie C 2017-18. Tras finalizar 18° en el Grupo C, perdió los playout contra Paganese, descendiendo así a la Serie D. Sin embargo, el propietario Antonio Pezone transfirió los derechos deportivos del club al FC Aprilia, renombrándolo Aprilia Racing Club.

## Estadio
El club disputa sus partidos como local en el Estadio Domenico Purificato de Fondi, inaugurado en 1983 y remodelado en 2005. Posee una capacidad de 3.000 espectadores.

## Palmarés

### Torneos nacionales
- Copa Italia Serie D (1): 2015-16

### Torneos interregionales
- Serie D (1): 2009-10 (Grupo G)

### Torneos regionales
- Promozione Lazio (2): 1983-84 (Grupo B), 2002-03 (Grupo D)
- Prima Categoria Lazio (3): 1960-61 (Grupo D), 1980-81, 2001-02
- Prima Divisione Lazio (1): 1949-50 (Grupo B)
- Seconda Divisione Lazio (1): 1946-47

### Torneos provinciales
- Terza Categoria (2): 1976-77, 2018-19